# サイ・ヤング

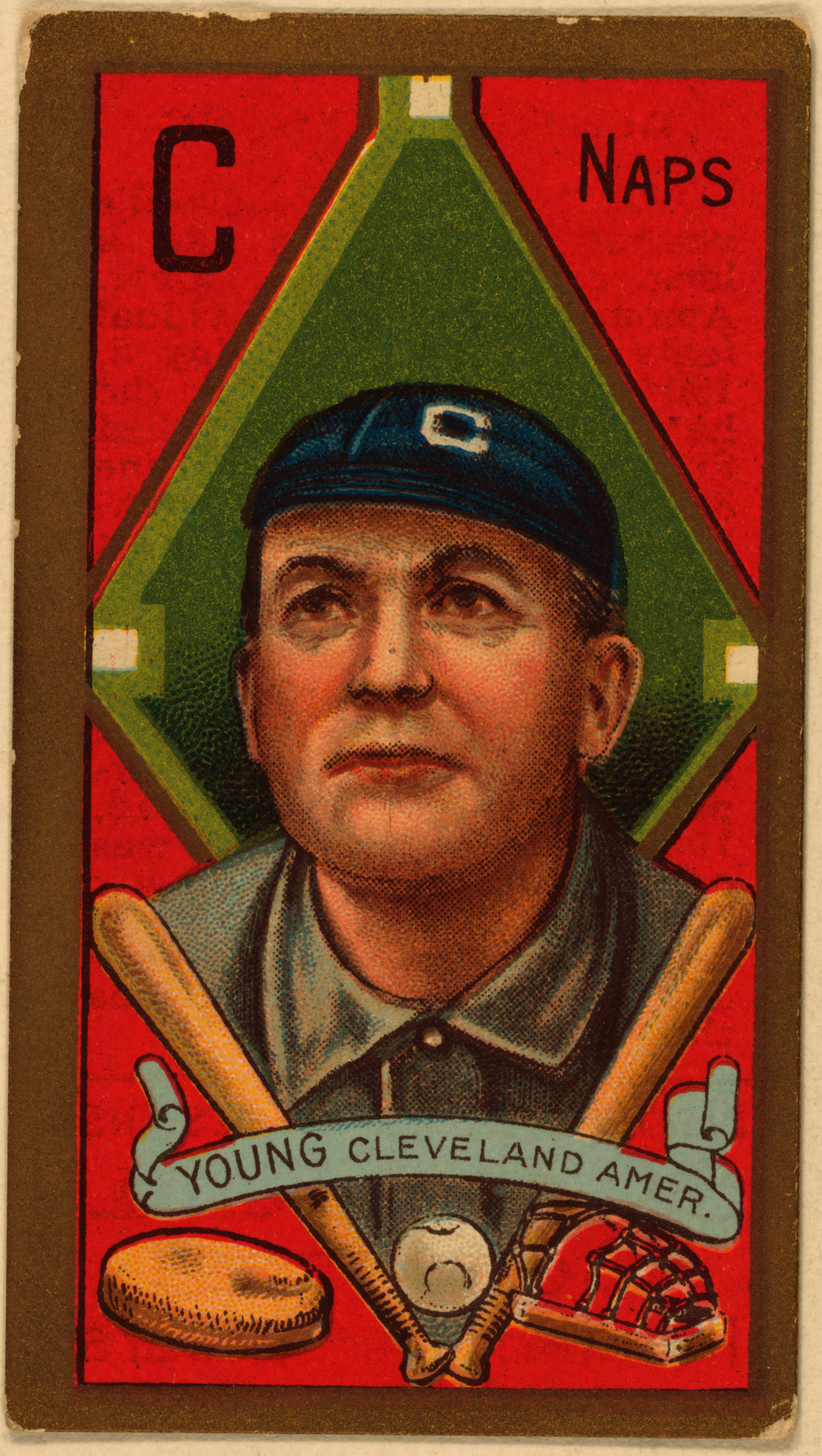
野球カード

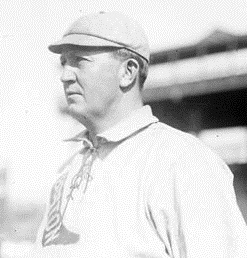
1908年

デントン・トゥルー・"サイ"・ヤング（Denton True "Cy" Young, 1867年3月29日 - 1955年11月4日）は、アメリカ合衆国オハイオ州ギルモア出身のプロ野球選手（投手）。右投げ右打ち。
長身から放たれる速球とドロップを駆使し、歴代最多の通算511勝を記録した（敗戦も歴代最多の316敗）。入団2年目の1891年から1909年まで19年連続で10勝以上を達成。そのうち20勝以上を15回、30勝以上5回記録している。1937年にアメリカ野球殿堂入り。ニックネームの「サイ」とは、「サイクロン（cyclone、暴風）」を略したもので、彼の速球がサイクロンのようにうなりをあげていたことに由来する。

## 経歴

### プロ入り前
オハイオ州のギルモアに5人兄弟の長男として生まれた。ヤングは6学年までで学校に通うのをやめ、以降は両親の所有する農場を手伝っていたが、同じ頃に野球との出会いもあった。ヤングは父の励ましもあって農作業の合間を見てはピッチングの練習にいそしんだという。そのうちヤングは自分でチームを作ったりしながら野球の腕を上げ、1884年頃にはオハイオのセミプロチームに参加するようになっていた。

### プロ入りとスパイダーズ時代
妻ルバ・ミラーとの結婚を期に野球で生計を立てようと決意したヤングは、1890年にトライステート・リーグのカントン球団に参加、15勝15敗の成績をあげた後、同じ年にクリーブランド・スパイダースと契約した。
23歳の初年度は9勝7敗の成績だったが、2年目の1891年には27勝を上げ、3年目1892年には36勝12敗、リーグ最優秀防御率となる1.93を記録し、その豪腕ぶりが知られるようになった。
4年目の1893年に投手－本塁間の距離が60フィート6インチに広げられるルール改訂があり、ヤングの防御率も3点台まで落ち込んだ。しかしヤングはその後も年50試合前後、投球回にして400イニング以上を毎年故障もなく投げ続けた。投手－本塁間の距離が延びた1893年でさえ34勝16敗の成績を上げ、1895年には3度目の30勝に到達し2度目の最多勝利投手となる。1896年には28勝とリーグ最多の140奪三振を記録、1897年にはノーヒッターを達成するなど、1898年までのスパイダーズ在籍時に20勝を挙げられなかったのは最初の1年目だけという活躍ぶりだった。

### パーフェクズ/カージナルス時代
1899年にセントルイスに移るが、これはナショナルリーグの優勝を手にしたいスパイダーズのオーナー達が、セントルイス・ブラウンズの経営に参画し、スパイダーズの主力選手達をセントルイスに集めたためである。ヤングは1899年も26勝を挙げて期待に応えたが、1900年はシーズン中に相手野手と衝突し肋骨を打撲する怪我を負ったため、勝ち星も19勝にとどまった。

### アメリカンズ/レッドソックス時代
1901年、ヤングは34歳になっていたが、この年創設されたアメリカンリーグのボストン・アメリカンズから誘いを受ける。当時、ナリーグでは選手年俸の上限が2400ドルだったが、3,000ドルを上回る条件を提示し、結局移籍を決断しボストンへ移ることになった。
新興のリーグに参加した1901年から1904年頃までのヤングの成績は特に目を見張るものがあった。1901年から1903年まで3年続けてリーグ最多勝利投手となり、ナショナルリーグとの間に初めて行われたワールドシリーズでも2勝を挙げて、チームをシリーズ制覇に導いた。
1904年5月5日のフィラデルフィア・アスレチックス戦で、アメリカンリーグ最初の完全試合を達成し、観客がフィールドへなだれ込み、ヤングを肩車にして担ぎ上げた。完全試合は当時史上3人目で、投手－本塁間が60フィート6インチになってからは初めての記録だった。この37歳での完全試合達成は最高齢記録で、100年後の2004年にランディ・ジョンソンが40歳で達成し、更新した。また、この完全試合の前後の試合を含め連続25.1イニングで1本の安打も許さなかった（4月25日に3イニング、4月30日に7イニング、5月5日に9イニング、5月11日に6.1イニングで被安打0を継続）。またこの年は連続45イニング無失点という記録も作っている。ボストンには40歳を過ぎた1908年まで在籍したが、40歳を超えた1907年と1908年でさえ、それぞれ21勝と1点台の防御率を記録している。
1905年には38歳で7回以上を投げて2安打以下、無失点に抑えたが、この実績は最年長記録である。
1908年6月30日、ニューヨーク・ハイランダース（現：ヤンキース）を相手に、完全試合を含め自身3度目のノーヒッターを達成した。41歳での達成はノーラン・ライアンに更新されるまで82年間、MLB最高齢記録だった。同年8月13日に「サイ・ヤング・デー」が催され、オールスターチームを組み、ヤングの在籍するレッドソックスと対戦するエキシビジョンゲームが行われた。

### ナップス時代
1909年にヤングは12500ドルの移籍金とともにクリーブランド・ナップスへ移籍する。ヤングは42歳になっていたが、ここでも19勝15敗、防御率2.26の成績を残す。その後は登板回数が減り、1911年に45歳で現役を退いた。

### 引退後
引退後はしばらく自分の農場を営んだりしていたが、1934年に妻が亡くなり農場を売り払った後は、あまり経済的にも恵まれていなかったという。1937年に記者投票によりアメリカ野球殿堂入りするが、その頃にはオハイオで小売店の従業員をしていたそうである。引退した40年後のOB戦で登板するほど元気であったが1955年に冠状動脈閉塞症のため88歳で死去。
現役時代は大きな怪我もほとんどない選手で多大な登板数にもかかわらず肩や肘に痛みを感じたことは一度もなかったという。当時は短命で終わる投手が多い中でも高年齢まで第一線で活躍し続け数々の投手記録を作り、今でもメジャー記録としてその記録が残る。歴代最多勝利投手かつ最多敗戦投手であるが、最多敗戦の方でギネス世界記録に認定された。打者としても優秀で1896年には.289で3本塁打。1898年の4月20日には1試合2本塁打。1903年には.321を記録した。通算で18本の本塁打、盗塁を29個記録している。ヤングの死の翌年1956年に、彼の業績を称えてフォード・フリックコミッショナーが、シーズンの最優秀投手を表彰するサイ・ヤング賞を制定した。また、ベーブ・ルースが自伝で好きな選手にヤングをあげるなど当時の選手達からも人気があった。
投手としての球種はジャンプボール（ストレート）、カーブ（ドロップ）、チェンジアップ、スピットボール（時々投げた)。投球フォームはオーバーハンド、サイドアーム、サブマリン。
　米書「guide to pitchers」より）。

## 詳細情報

### 年度別投手成績
| 年 度     | 球 団     | 登 板 | 先 発 | 完 投 | 完 封 | 無 四 球 | 勝 利 | 敗 戦 | セ 丨 ブ | ホ 丨 ル ド | 勝 率 | 打 者 | 投 球 回 | 被 安 打 | 被 本 塁 打 | 与 四 球 | 敬 遠 | 与 死 球 | 奪 三 振 | 暴 投 | ボ 丨 ク | 失 点 | 自 責 点 | 防 御 率 | W H I P |
| --------- | --------- | ----- | ----- | ----- | ----- | -------- | ----- | ----- | -------- | ----------- | ----- | ----- | -------- | -------- | ----------- | -------- | ----- | -------- | -------- | ----- | -------- | ----- | -------- | -------- | ------- |
| 1890      | CLV       | 17    | 16    | 16    | 0     | -        | 9     | 7     | 0        | -           | .563  | 621   | 147.2    | 145      | 6           | 30       | -     | 8        | 39       | 7     | 0        | 87    | 57       | 3.47     | 1.19    |
| 1891      | CLV       | 55    | 46    | 43    | 0     | -        | 27    | 22    | 2        | -           | .551  | 1848  | 423.2    | 431      | 4           | 140      | -     | 10       | 147      | 12    | 0        | 244   | 134      | 2.85     | 1.35    |
| 1892      | CLV       | 53    | 49    | 48    | 9     | -        | 36    | 12    | 0        | -           | .750  | 1847  | 453.0    | 363      | 8           | 118      | -     | 8        | 168      | 13    | 0        | 158   | 97       | 1.93     | 1.06    |
| 1893      | CLV       | 53    | 46    | 42    | 1     | -        | 34    | 16    | 1        | -           | .680  | 1806  | 422.2    | 442      | 10          | 103      | -     | 10       | 102      | 14    | 0        | 230   | 158      | 3.36     | 1.29    |
| 1894      | CLV       | 52    | 47    | 44    | 2     | -        | 26    | 21    | 1        | -           | .553  | 1777  | 408.2    | 488      | 19          | 106      | -     | 6        | 108      | 4     | 0        | 265   | 179      | 3.94     | 1.45    |
| 1895      | CLV       | 47    | 40    | 36    | 4     | -        | 35    | 10    | 0        | -           | .778  | 1518  | 369.2    | 363      | 10          | 75       | -     | 8        | 121      | 6     | 0        | 177   | 134      | 3.26     | 1.19    |
| 1896      | CLV       | 51    | 46    | 42    | 5     | -        | 28    | 15    | 3        | -           | .651  | 1739  | 414.1    | 477      | 7           | 62       | -     | 11       | 140      | 10    | 0        | 214   | 149      | 3.24     | 1.30    |
| 1897      | CLV       | 46    | 38    | 35    | 2     | -        | 21    | 19    | 0        | -           | .525  | 1413  | 335.2    | 391      | 7           | 49       | -     | 9        | 88       | 14    | 0        | 189   | 141      | 3.78     | 1.31    |
| 1898      | CLV       | 46    | 41    | 40    | 1     | -        | 25    | 13    | 0        | -           | .658  | 1520  | 377.2    | 387      | 6           | 41       | -     | 9        | 101      | 9     | 0        | 167   | 106      | 2.53     | 1.13    |
| 1899      | STL       | 44    | 42    | 40    | 4     | -        | 26    | 16    | 1        | -           | .619  | 1468  | 369.1    | 368      | 10          | 44       | -     | 6        | 111      | 6     | 1        | 173   | 106      | 2.58     | 1.12    |
| 1900      | STL       | 41    | 35    | 32    | 4     | -        | 19    | 19    | 0        | -           | .500  | 1291  | 321.1    | 337      | 7           | 36       | -     | 3        | 115      | 7     | 1        | 144   | 107      | 3.00     | 1.16    |
| 1901      | BOS       | 43    | 41    | 38    | 5     | 13       | 33    | 10    | 0        | -           | .767  | 1440  | 371.1    | 324      | 6           | 37       | -     | 7        | 158      | 2     | 0        | 112   | 67       | 1.62     | 0.97    |
| 1902      | BOS       | 45    | 43    | 41    | 3     | 11       | 32    | 11    | 0        | -           | .744  | 1506  | 384.2    | 350      | 6           | 53       | -     | 13       | 160      | 3     | 0        | 136   | 92       | 2.15     | 1.05    |
| 1903      | BOS       | 40    | 35    | 34    | 7     | 8        | 28    | 9     | 2        | -           | .757  | 1314  | 341.2    | 294      | 6           | 37       | -     | 9        | 176      | 5     | 0        | 115   | 79       | 2.08     | 0.97    |
| 1904      | BOS       | 43    | 41    | 40    | 10    | 20       | 26    | 16    | 1        | -           | .619  | 1435  | 380.0    | 327      | 6           | 29       | -     | 4        | 200      | 4     | 0        | 104   | 83       | 1.97     | 0.94    |
| 1905      | BOS       | 38    | 33    | 31    | 4     | 9        | 18    | 19    | 0        | -           | .486  | 1189  | 320.2    | 248      | 3           | 30       | -     | 8        | 210      | 6     | 0        | 99    | 65       | 1.82     | 0.87    |
| 1906      | BOS       | 39    | 34    | 28    | 0     | 13       | 13    | 21    | 2        | -           | .382  | 1126  | 287.2    | 288      | 3           | 25       | -     | 8        | 140      | 5     | 1        | 137   | 102      | 3.19     | 1.09    |
| 1907      | BOS       | 43    | 37    | 33    | 6     | 9        | 21    | 15    | 2        | -           | .583  | 1308  | 343.1    | 286      | 3           | 51       | -     | 7        | 147      | 6     | 0        | 101   | 76       | 1.99     | 0.98    |
| 1908      | BOS       | 36    | 33    | 30    | 3     | 9        | 21    | 11    | 2        | -           | .656  | 1116  | 299.0    | 230      | 1           | 37       | -     | 1        | 150      | 4     | 0        | 68    | 42       | 1.26     | 0.89    |
| 1909      | CLE       | 35    | 34    | 30    | 3     | 4        | 19    | 15    | 0        | -           | .559  | 1137  | 294.1    | 267      | 4           | 59       | -     | 8        | 109      | 6     | 0        | 110   | 74       | 2.26     | 1.11    |
| 1910      | CLE       | 21    | 20    | 14    | 1     | 2        | 7     | 10    | 0        | -           | .412  | 623   | 163.1    | 149      | 0           | 27       | -     | 4        | 58       | 7     | 0        | 62    | 46       | 2.53     | 1.08    |
| 1911      | CLE       | 7     | 7     | 4     | 0     | 0        | 3     | 4     | 0        | -           | .429  | 195   | 46.1     | 54       | 2           | 13       | -     | 1        | 20       | 1     | 0        | 28    | 20       | 3.88     | 1.45    |
| 1911      | BSN       | 11    | 11    | 8     | 2     | 1        | 4     | 5     | 0        | -           | .444  | 328   | 80.0     | 83       | 4           | 15       | -     | 3        | 35       | 5     | 0        | 47    | 33       | 3.71     | 1.23    |
| '11計     | BSN       | 18    | 18    | 12    | 2     | 1        | 7     | 9     | 0        | -           | .438  | 523   | 126.1    | 137      | 6           | 28       | -     | 4        | 55       | 6     | 0        | 75    | 53       | 3.78     | 1.31    |
| MLB：22年 | MLB：22年 | 906   | 815   | 749   | 76    | *99      | 511   | 316   | 17       | -           | .618  | 29565 | 7356.0   | 7092     | 138         | 1217     | -     | 161      | 2803     | 156   | 3        | 3167  | 2147     | 2.63     | 1.13    |

- 「-」は記録なし。
- 太字はリーグ1位、赤太字はMLB歴代1位。

### 年度別監督戦績
※順位は年度最終順位
| 年       | チ ｜ ム | リ ｜ グ | 試 合 | 勝 利 | 敗 戦 | 勝 率 | 順 位 | 備 考    |
| -------- | -------- | -------- | ----- | ----- | ----- | ----- | ----- | -------- |
| 1907     | BOS      | AL       | 6     | 3     | 3     | .500  | 7     | 選手兼任 |
| 通算成績 | 通算成績 | 通算成績 | 6     | 3     | 3     | .500  |       |          |

### タイトル
- 最多勝利：5回（1892年、1895年、1901年、1902年、1903年）
- 最優秀防御率：2回（1892年、1901年）
- 最多奪三振：2回（1896年、1901年）
- 最多セーブ投手：2回（1896年、1903年）

### 記録
- 投手三冠：1回（1901年）
- 完全試合：1回

1904年5月5日、対フィラデルフィア・アスレチックス戦
- ノーヒット・ノーラン：2回

1897年9月18日、対シンシナティ・レッズ戦
1908年6月30日、対ニューヨーク・ハイランダーズ
- 通算勝利数：511（歴代1位）
- 通算敗北数：319（歴代1位）
- 通算先発：815（歴代1位）
- 通算完投：719（歴代1位）
- 通算自責点：2147（歴代1位）
- 通算被安打：7092（歴代1位）
- リーグ最多完封：7回（歴代1位タイ）

### 表彰
- アメリカ野球殿堂入り（1937年）
- サイ・ヤング賞制定（1956年）
- メジャーリーグベースボール・オールセンチュリー・チーム選出（1999年）
- DHLホームタウン・ヒーローズノミネート（2006年）
- フランチャイズ・フォー選出（2015年）